# Raïon de Pavlohrad
Le raïon de Pavlohrad (en ukrainien : Павлоградський район) est un raïon (district) dans l'oblast de Dnipropetrovsk en Ukraine.
Dans le cadre de la réforme de l'Ukraine, le raïon fut agrandi aux dépens de ceux de Pavlograd et Yourivka.

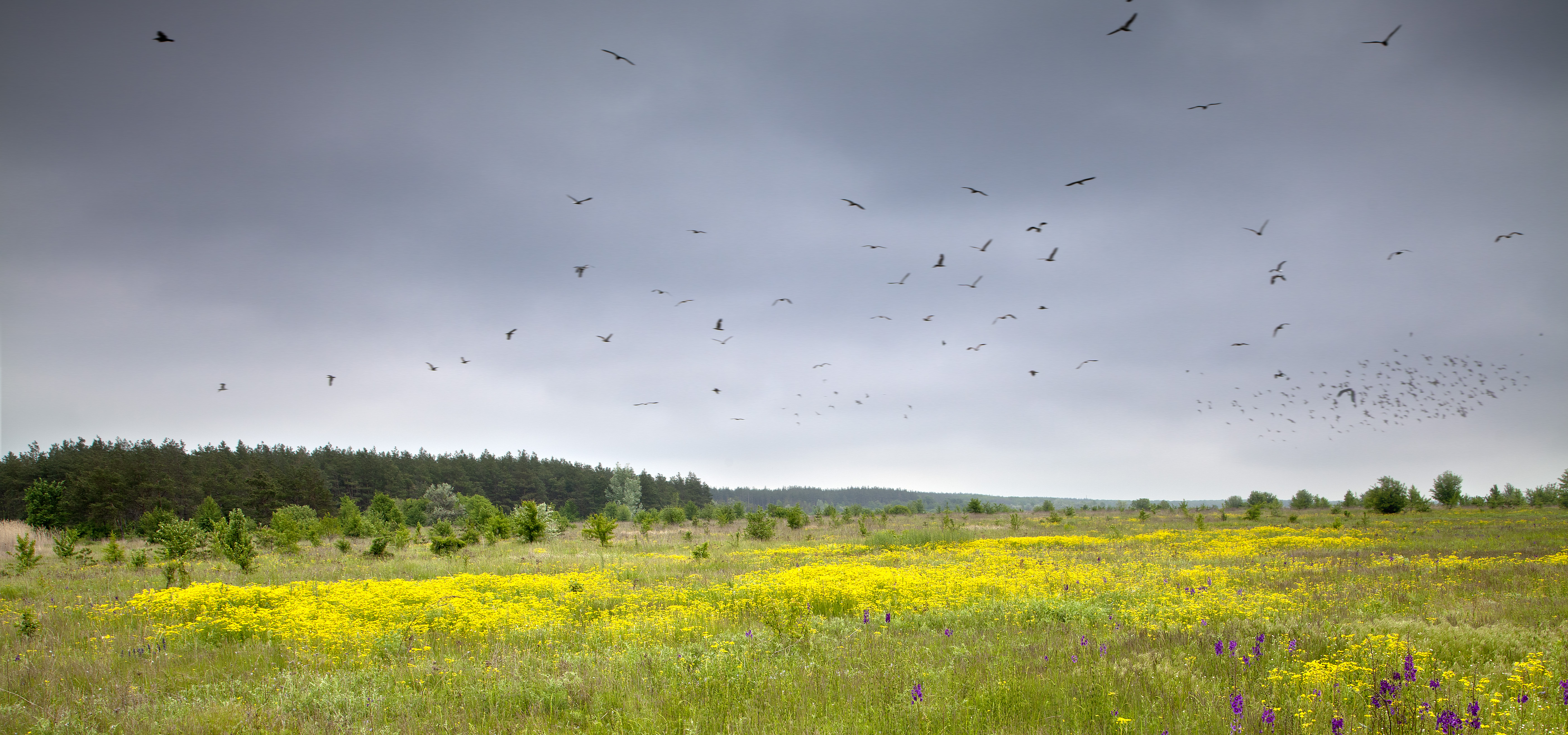
La réserve ornithologique de Boulakivski, classée[1].
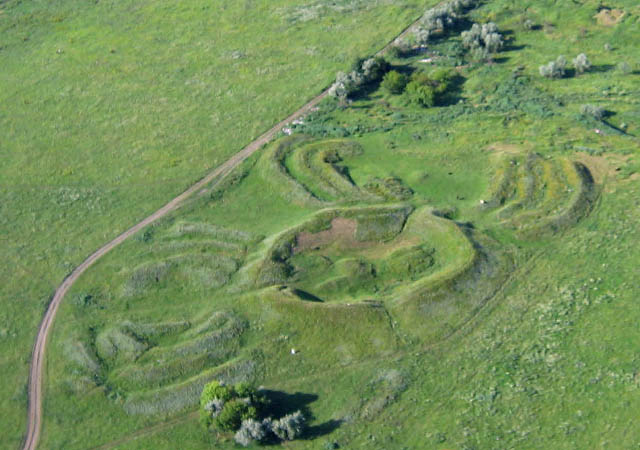
kourgan de Mavriski Maïdan, classée [2].
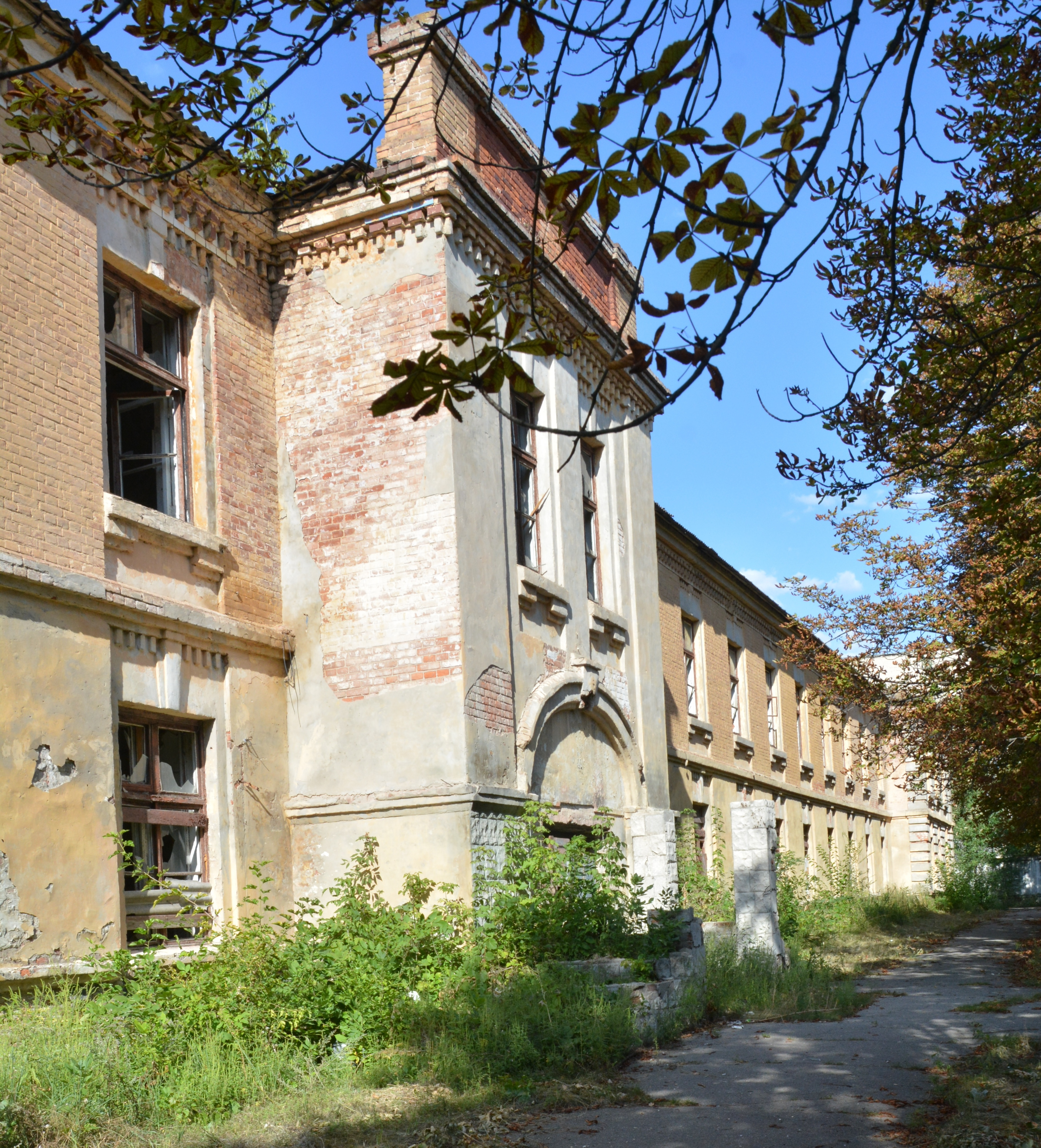
anciennes caserne du régiment Kerch-Yenikalskyi, classées
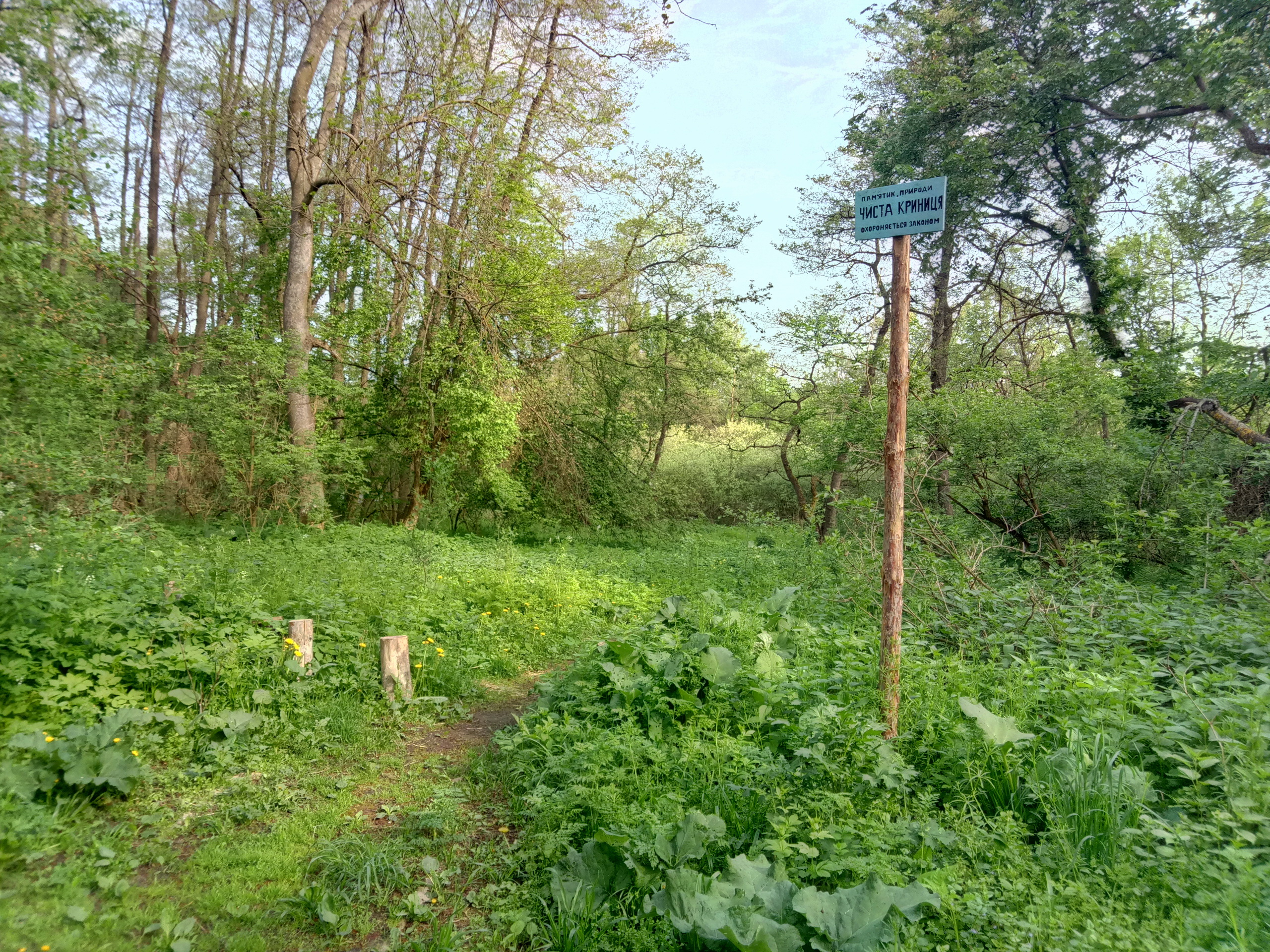
La réserve naturelle de Tchista Krinitsia, classée